# Mendiant en chocolat

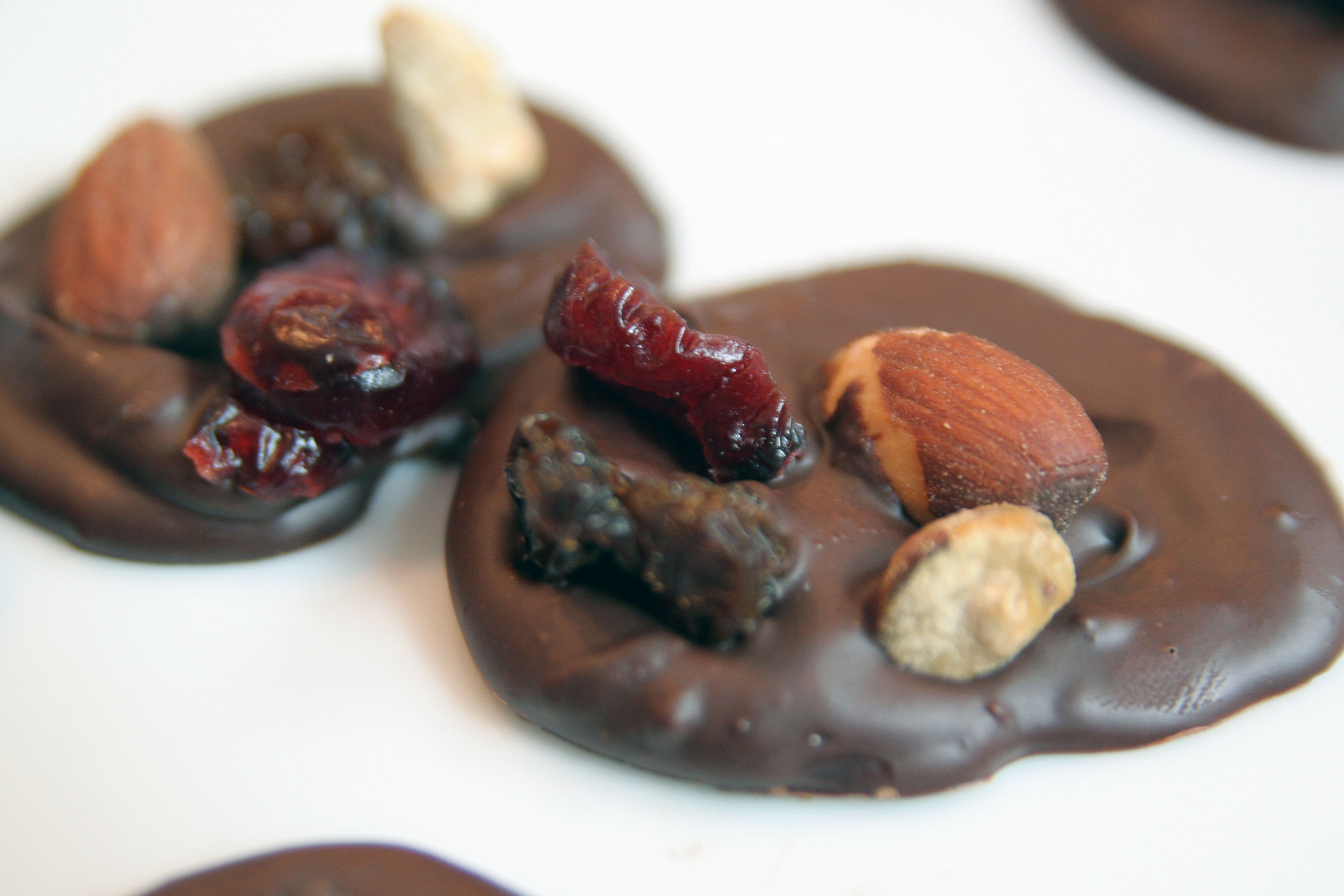
Pistache, amande, raisin sec et peau d’orange confite sur un palet de chocolat.

Le mendiant en chocolat est une confiserie composée d’un palet de chocolat surmonté de quatre fruits secs ou lamelles de peau d’agrume confites. Les fruits étaient à l’origine les quatre mendiants du Noël provençal, dont la couleur évoquait la robe des quatre principaux ordres mendiants : les raisins secs pour les Augustins, les noisettes pour les Carmes, les figues sèches pour les Franciscains et les amandes pour les Dominicains. On peut trouver aujourd'hui d'autres garnitures, comme des pistaches ou de la peau d'orange confite, par exemple.